# Cédric Berthelin
Cédric Berthelin (Courrières, Francia, 25 de diciembre de 1976) es un exfutbolista y entrenador francés que juega de portero. Actualmente es entrenador de porteros del Royal Charleroi Sporting Club.

## Trayectoria
Ha jugado en diferentes equipos de la liga francesa, inglesa y belga.
Comenzó a jugar en las filas del RC Lens. De allí se marchó cedido al ASOA Valence y más tarde al Luton Town con el que firmó un contrato de dos meses.
En la temporada 2003-04 continua en el futbol inglés, pues el Crystal Palace se hizo con sus servicios.
En la temporada 2010/11 vuelve al RAEC Mons, club por el que militó desde 2005 a 2008, tras haber jugado en el FCV Dender EH

## Clubes

### Como jugador
| Club                     | País       | Año                |
| ------------------------ | ---------- | ------------------ |
| RC Lens                  | Francia    | 1998-2002          |
| ASOA Valence             | Francia    | 2001-2002 (cedido) |
| Luton Town (cedido)      | Inglaterra | 2002               |
| Crystal Palace           | Inglaterra | 2003-2004          |
| RAEC Mons                | Bélgica    | 2004-2008          |
| FCV Dender EH            | Bélgica    | 2008-2009          |
| Royal Excelsior Mouscron | Bélgica    | 2009               |
| RAEC Mons                | Bélgica    | 2010-2013          |
| KV Oostende              | Bélgica    | 2013-2015          |
| KV Kortrijk              | Bélgica    | 2018               |

### Como entrenador
| Club                     | País    | Año           |
| ------------------------ | ------- | ------------- |
| KV Oostende (porteros)   | Bélgica | 2013-2015     |
| KV Kortrijk (porteros)   | Bélgica | 2015-2019     |
| RSC Charleroi (porteros) | Bélgica | 2019-Presente |